# Borša
Borša, ungarisch Borsi ist eine Gemeinde in der Südostslowakei. Sie liegt am Fluss Bodrog am Fuße des Gebirges Zemplínske vrchy, etwa 32 km von Trebišov und 65 km von Košice entfernt.

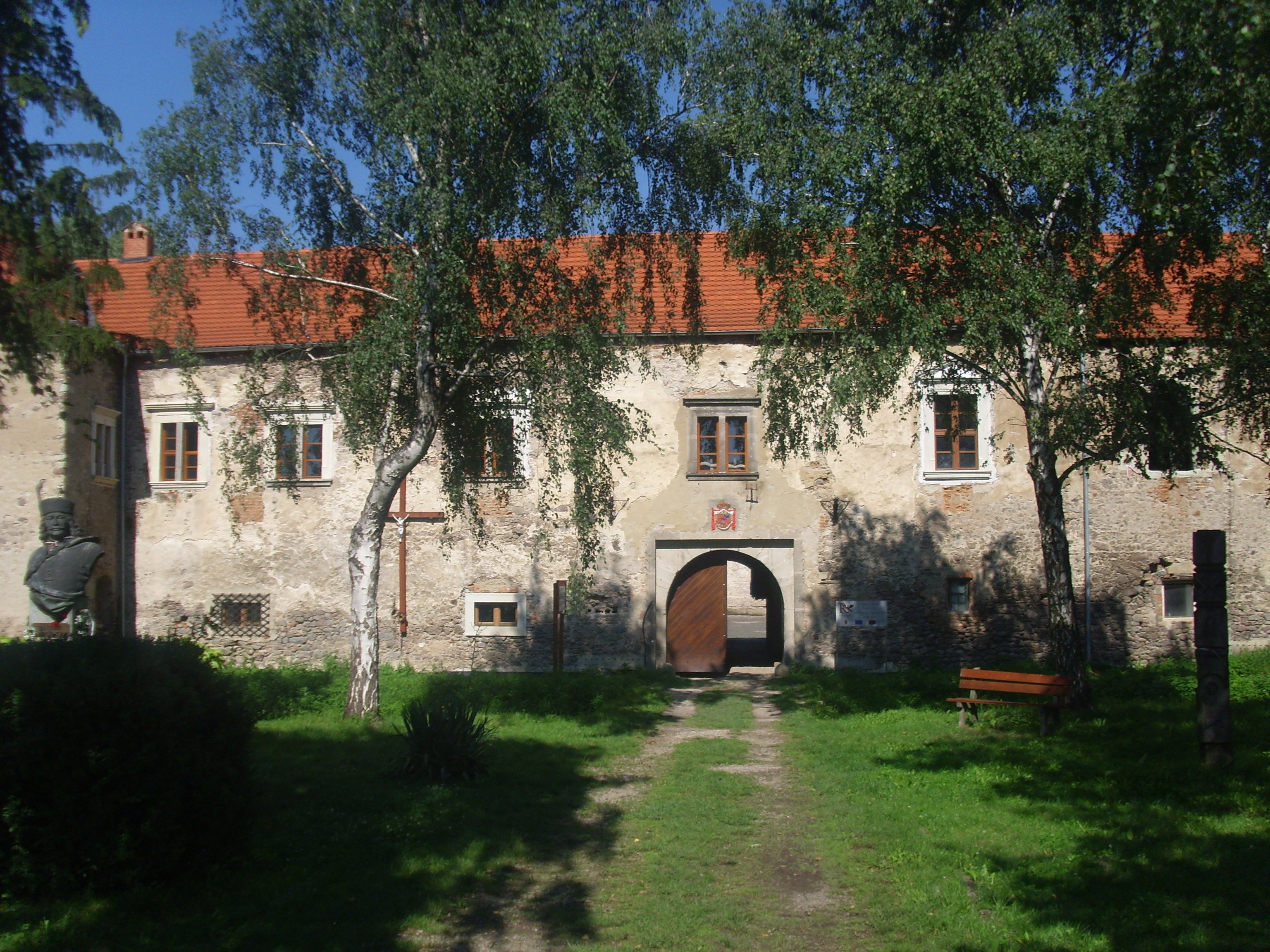
Blick auf das Schloss Borša

Der Ort wurde 1267 erstmals schriftlich erwähnt. Bis 1918 gehörte er im Komitat Semplin zum Königreich Ungarn, kam danach zur neu entstandenen Tschechoslowakei, wurde aber auf Grund des Ersten Wiener Schiedsspruchs von 1938 bis 1945 wieder ein Teil Ungarns. Seither ist die Gemeinde ein Teil der Tschechoslowakei beziehungsweise seit 1993 der Slowakei.
Der Ort besitzt eine Haltestelle an der Bahnstrecke von Košice nach Čierna nad Tisou.
Der Fürst von Siebenbürgen, Franz II. Rákóczi wurde am 27. März 1676 auf Schloss Borša geboren.

## Bevölkerung
| Jahr                | 1994 | 2004    | 2014    | 2024    |
| ------------------- | ---- | ------- | ------- | ------- |
| Anzahl der Personen | 1380 | 1253    | 1183    | 1119    |
| Unterschied         |      | −9,20 % | −5,58 % | −5,40 % |

| Jahr                | 2023 | 2024    |
| ------------------- | ---- | ------- |
| Anzahl der Personen | 1129 | 1119    |
| Unterschied         |      | −0,88 % |